# 奧克瓦利鎮區 (明尼蘇達州奧特泰爾縣)
奧克瓦利鎮區（英語：Oak Valley Township）是位於美國明尼蘇達州奧特泰爾縣的一個行政鎮區。

## 地方資料
奧克瓦利鎮區的面積為92.46平方千米，當中陸地面積為92.10平方千米，而水域面積為0.36平方千米。根據2020年美國人口普查的數據，當地共有人口363人，而人口密度為每平方千米3.93人。